# Завод імені Дегтярьова
ВАТ «Завод ім. В. А. Дегтярьова» (ВАТ «ЗіД») — російський оборонний завод, головне промислове підприємство міста Коврова. Власник — російський олігарх Кесаєв Ігор Альбертович.

## Напрямки виробництва
- Вогнепальна та інша зброя
- Мотоцикли, мотовсюдиходи
- Промислові швейні машини
- Сухозаряженні акумуляторні батареї
- Устаткування для харчової промисловості

### Військова продукція
- КСВК / АСВК «Корд»
- Крупнокаліберний кулемет «Корд»
- КПВТ — крупнокаліберний кулемет Владимирова танковий
- Автомат АЕК-971
- 9 мм пістолет-кулемет АЕК-919К «Каштан»
- 7,62 мм кулемет Калашникова модернізований «ПКМ»
- 7,62 мм кулемет Калашникова модернізований на верстаті Степанова «ПКМС»
- 7,62 мм кулемет Калашникова танковий модернізований «ПКТМ»
- 7,62 мм кулемет Калашникова модернізований бронетранспортерний «ПКМБ»
- 7,62 мм кулемет 6П41 «Печеніг»
- Сигнальний пістолет СП81
- Ручний протидиверсійний гранатомет ДП-64 «Непрядва»
- Малогабаритний дистанційно-керований протидиверсійний гранатометний комплекс ДП-65
- Спеціальний гранатометний комплекс «РГС-50М»
- Протипіхотний автоматичний гранатометний комплекс «АГС-30»
- Ручний протитанковий гранатомет РПГ-7в1
- 23 мм двоствольне авіаційна гармата «ГШ-23» («ГШ-23Л»)
- 30-мм двоствольне авіаційна гармата «ГШ-30» («ГШ-30К»)
- Морська тумбової кулеметна установка «МТПУ»
- Вкладная уніфікована самозарядна гармата «2х35»
- Ракета 9М39 переносного зенітного ракетного комплексу «Голка» 9К38
- Постріл 3УБК20 з керованою ракетою 9М119М
- Постріл 3УБК14Ф з керованою ракетою 9М119Ф
- Ракета 9М133 протитанкового комплексу великої дальності «Корнет-Е»
- Ракета керована 9М120 (9М120Ф) «Атака»
- Мішенями комплекс на базі модернізованої ПТКР «Фаланга-М»
- Зенітна керована ракета 9М333 для комплексу «Стріла-10М3»
- Зенітна керована ракета 9М336 для комплексу «Верба»
- Рухомий контрольний пункт (ПКП) 9В866